# Meadville (Pennsylvania)
Meadville város az USA Pennsylvania államában. Lakosainak száma 13 050 fő (2020. április 1.).

## Népesség
A település népességének változása:

| 2010 | 13 388 |
| 2020 | 13 050 |